# Карликова спіральна галактика

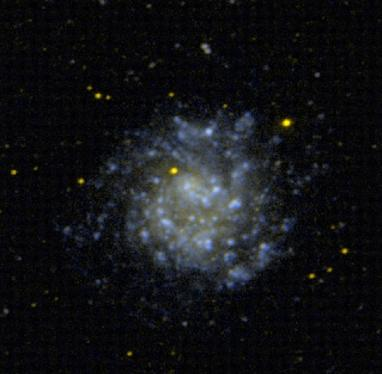
NGC 5474 приклад карликової спіральної галактики

Карликова спіральна галактика — карликова версія спіральної галактики. Характеризуються низькою світністю, малими діаметрами (менше 5 кілопарсек), низькою яскравістю поверхні та малою масою гідрогену.
Карликові спіральні галактики, зокрема, карликові аналоги спіральних галактик типів Sa—Sc, досить рідкісні (на відміну від карликових еліптичних галактик,  карликових неправильних галактик та карликових галактик Магелланового типу, які є доволі поширеними).
Карликові спіральні галактики можуть перетворитися на карликові еліптичні галактики, особливо в щільних середовищах галактичних скупчень.